# Aeroportul Aitutaki
Aeroportul Aitutaki (IATA: AIT, ICAO: NCAI) este un aeroport din Insulele Cook, Insulele Cook ce deservește zona Aitutaki⁠(d). A fost numit după zona deservită.
Situat la o altitudine de 4 m, aeroportul dispune de o singură pistă.